# Компания Гудзонова залива

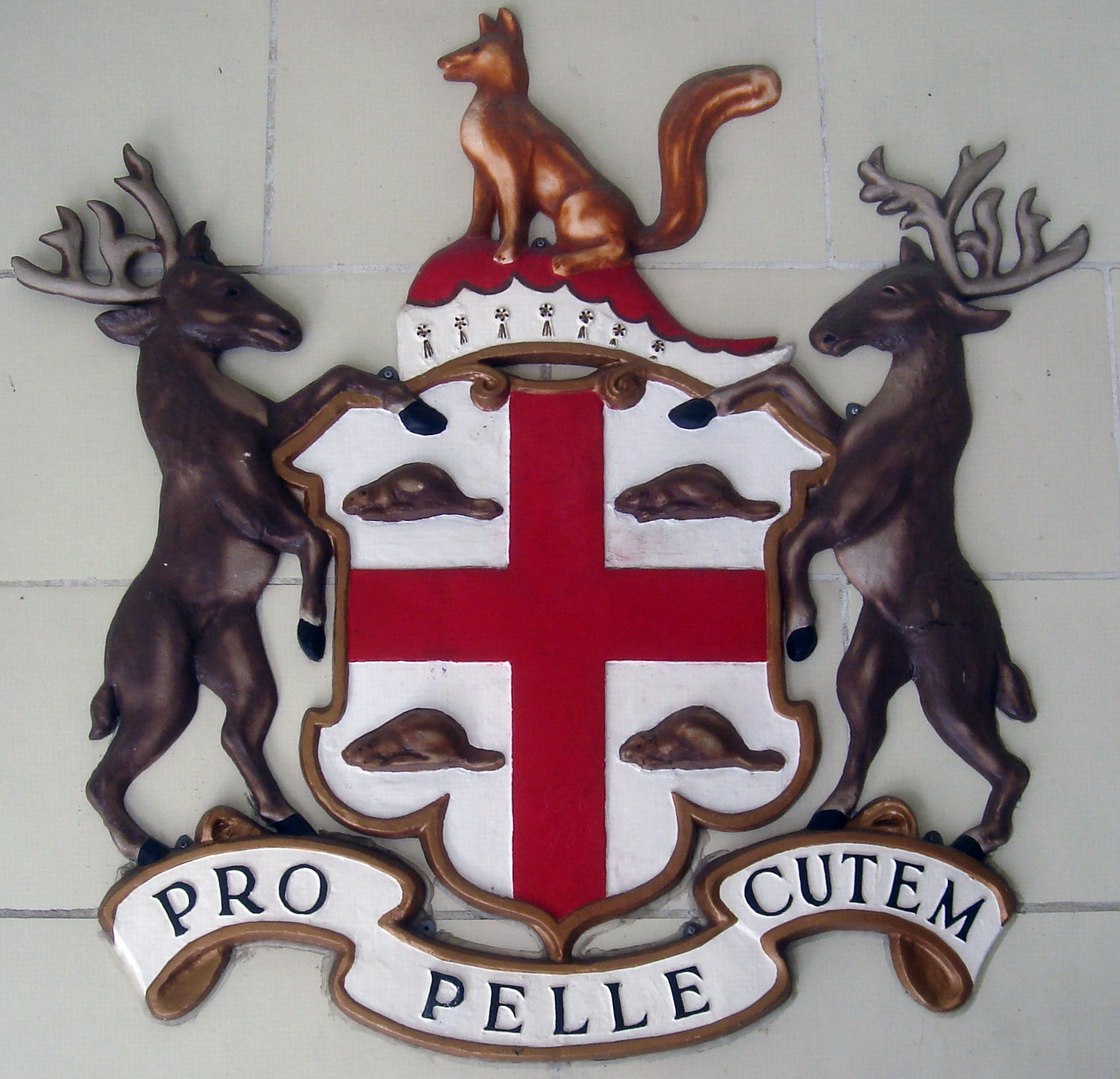
Герб компании на здании её управления в Калгари. Латинский девиз Pro Pelle Cutem («шкура за кожу») может быть парафразом из Книги Иова (2:4) или сатиры 10-й Ювенала

Компания Гудзонова залива (англ. Hudson's Bay Company, HBC; до 1870-х годов переводилось Гудсонбайская компания) — самая старая торговая корпорация в Северной Америке и одна из старейших в мире, единственная дожившая до наших дней колониальная компания. Должность главы компании до сих пор называется Governor — «губернатор». Штаб-квартира компании располагается в канадском городе Торонто, в его бывшем пригороде, а ныне районе Скарборо.

## История

### Основание

Земля Руперта, которую некогда осваивала компания

К середине XVII столетия торговля мехом в Канаде практически полностью находилась в руках французских колониальных властей в Квебеке (Новая Франция). Французский траппер-гугенот Пьер-Эспри Радиссон узнал от индейцев-кри о том, что лучшая пушная страна находится к северу и к западу от озера Верхнее, по пути к «замёрзшему морю», под которым понимали Гудзонов залив. В 1659 году Радиссон со своим шурином Медаром де Грозейе на свой страх и риск отправился туда, добыв немало пушнины и установив торговые связи с индейцами-гуронами. Несмотря на предпринятый в 1661 году двумя французами повторный успешный вояж, их инициатива не получила одобрения со стороны занимавшего пост губернатора маркиза д’Арженсона, арестовавшего добычу трапперов, после чего они обратились к английским купцам из Бостона.

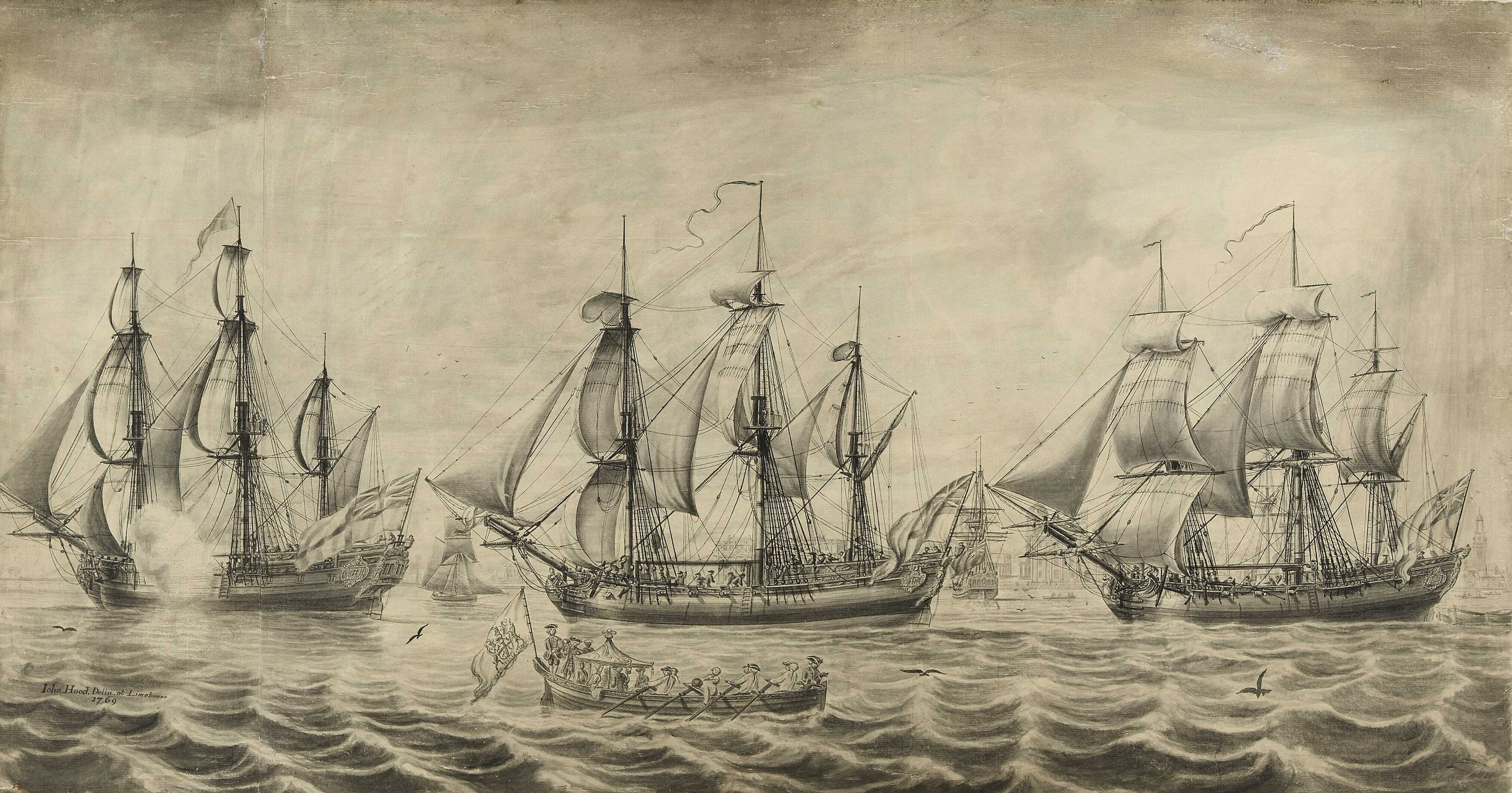
Корабли компании на рейде Гринвича. Гравюра Джона Худа (1769)

Однако предпринятая последними в 1663 году морская экспедиция окончилась провалом, и трапперы-французы в сопровождении губернатора колонии Нью-Джерси и комиссара Адмиралтейства Джорджа Картерета отправились за помощью в Лондон. Из-за вспыхнувшей там в 1665 году эпидемии чумы они первоначально потерпели фиаско, но затем сумели заручиться поддержкой со стороны двоюродного брата короля Карла II — принца Руперта Пфальцского. Последний устроил Радиссону и Грозельерсу аудиенцию у короля Карла, состоявшуюся 25 октября 1666 года. Приобретённые на деньги спонсоров корабли «Несравненный» и «Орлёнок» в 1669 году доставили в Англию богатый груз меха, после чего корона согласилась поддержать предприятие, число основателей которого составило 17 человек, не считая принца. Годом ранее капитан одного из них Закари Гиллам открыл в заливе Джеймс устья лабрадорских рек, получивших название Руперт и Истмейн, основав в южной части Гудзонова залива Форт Чарлз, названный в честь правящего короля, но позже переименованный в честь принца в Руперт-Хауз.

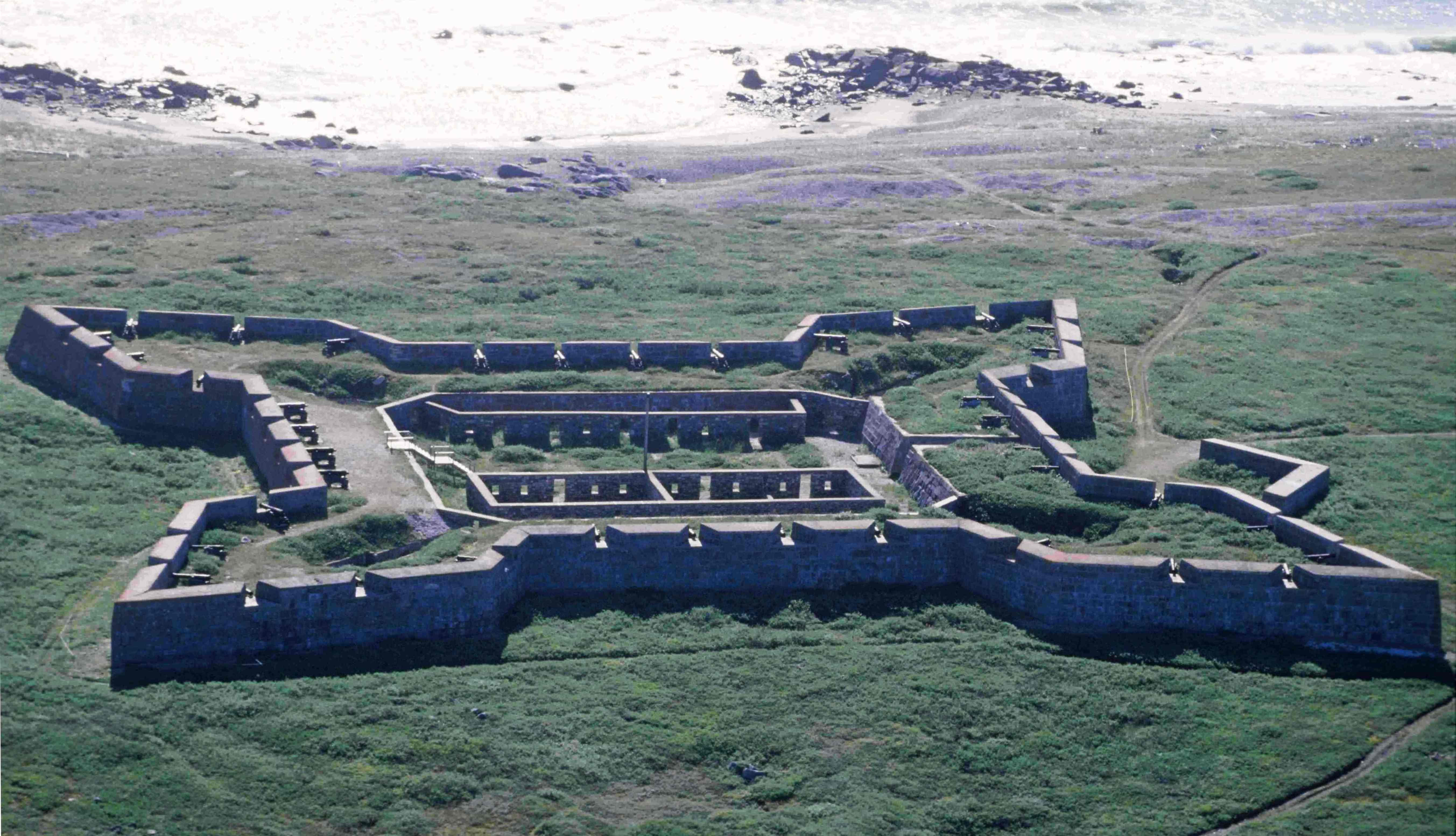
Форт Принца Уэльского близ Черчилла (Манитоба), XVIII век

Согласно принятой 2 мая 1670 года королевской хартии «О губернаторе и компании торгующих в области Гудзонова залива предпринимателей», была основана Компания Гудзонова залива, основными целями которой провозглашались: поиски Северо-Западного прохода, хозяйственное и промысловое освоение территорий вокруг Гудзонова залива и меновая торговля с местными племенами. Первым губернатором и спонсором компании стал сам принц Руперт.
Между 1668 и 1717 годами основано было шесть факторий компании: Руперт-Хаус (1668) на юго-востоке, Мус-Фэктори (1673) на юге, Форт Олбани (1679) на западе — в заливе Джеймса; Форт Северн (1689), Йорк-Фэктори (1684) и Форт Черчилл (1717) — на западном берегу Гудзонова залива. В 1690 году агент компании Генри Келси достиг в сопровождении дружественных ассинибойнов реки Саскачеван и озера Виннипег, перезимовав в следующем 1691 году к западу от больших озёр Центральной Канады, а в 1715 году служащий компании Уильям Стьюарт, выйдя из Йорк-Фэктори во главе отряда индейцев-кри, продвинулся далеко на северо-запад от устья реки Черчилл, обследовав северную часть Лаврентийской возвышенности.

### Соперничество с Францией

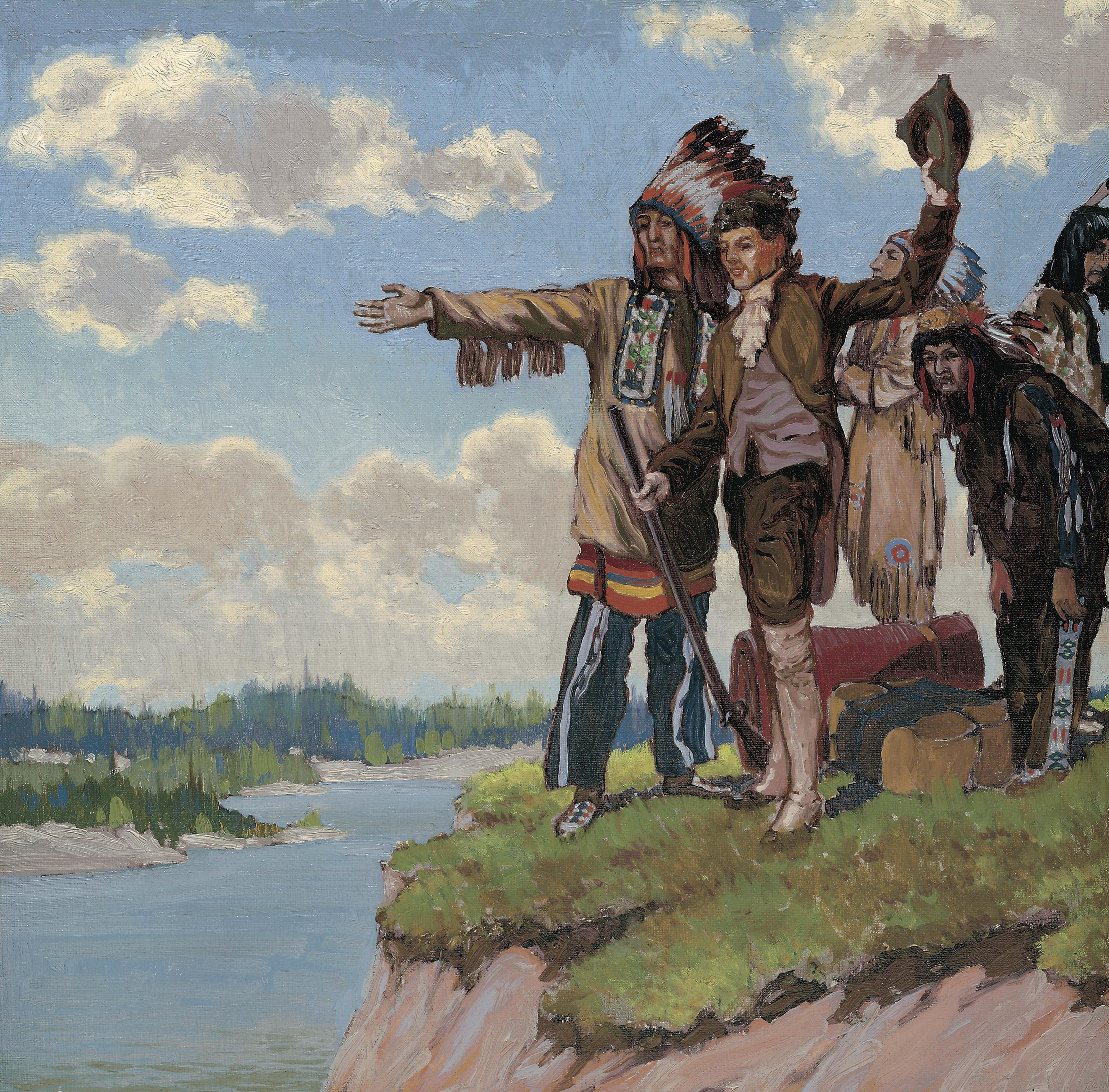
Открытие Самюэлем Хирном в 1771 г. реки Коппермайн. Худ. Фрэнк Джонстон (1922)

В первые же годы своей деятельности компания вызвала серьёзное беспокойство со стороны французских колониальных властей. Историки насчитывают свыше 20 крупных военных столкновений между двумя державами, происходивших между 1658 и 1782 годами из-за её торговой, охотничье-промысловой и хозяйственной деятельности.

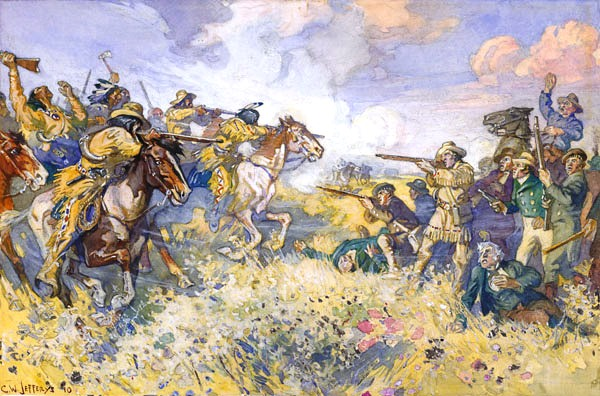
«Битва у Семи Дубов» 19 июня 1816 г. Худ. Чарльз Уильям Джеффрис

В ходе Войны короля Вильгельма (1689—1697), ставшей североамериканским фронтом Войны за Пфальцское наследство, военные действия в регионе велись с переменным успехом, находясь в прямой зависимости как от регулярности снабжения из метрополий, так и интриг при дворах ведущих европейских держав. Коренные индейские племена, в первую очередь, ирокезы и гуроны, но также абенаки и оджибве, выступали в этих конфликтах в качестве союзников последних, постепенно теряя свои земли и охотничьи угодья, а также попадая в зависимость от компании и колониальных властей. В начале войны французам удалось уничтожить четыре из пяти факторий компании, но в 1693 году отряд под командованием одного из агентов последней Джеймса Найта сумел вернуть Форт Олбани. Вместе с тем, в течение следующих лет подданным Людовика XIV удалось восстановить часть утраченных позиций на суше, а после победы 5 сентября 1697 года эскадры адмирала Пьера д’Ибервилля над англичанами в морском сражении в Гудзоновом заливе французами захвачена была фактория Йорк.

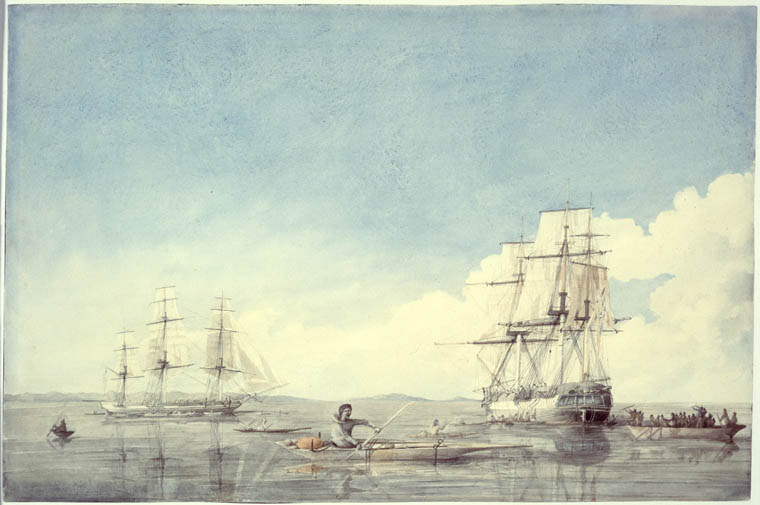
Корабли компании, ведущие меновую торговлю с инуитами в Гудзоновом проливе. Худ. Роберт Худ (1819)

Установившийся согласно подписанному 20 сентября 1697 года Рейсвейкскому договору статус-кво устраивал в Европе не всех, поэтому с началом там в 1701 году Войны за испанское наследство, получившей за океаном название Войны королевы Анны, военные действия в Канаде продолжились. Неудачные рейды англичан на Квебек и Монреаль компенсировались успехами в Европе их союзников, вынудивших правительство престарелого Людовика XIV сесть за стол переговоров. После заключения в 1713 году Утрехтского мира, в результате которого Франция уступила англичанам обширные земли вокруг Гудзонова залива, Землю Руперта, Ньюфаундленд, Лабрадор, Акадию, а также часть острова Сент-Китс, компания смогла восстановить разрушенные фактории и успешно продолжать свою промысловую и торговую деятельность в Новом Свете.

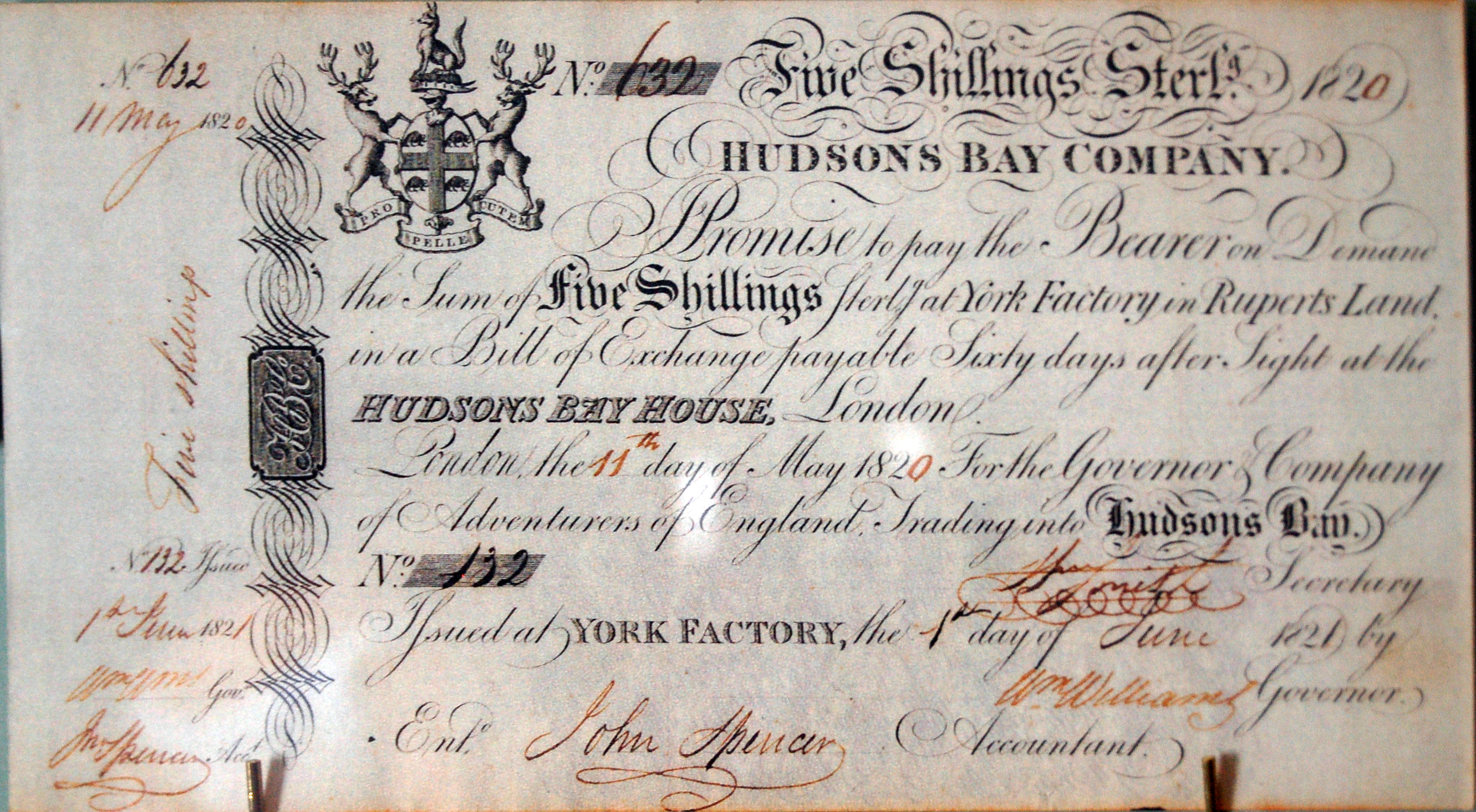
Банкнота Компании Гудзонова залива (1820)

В 1714 году ставшему к этому времени членом совета директоров Джеймсу Найту удалось заново отстроить Йорк-Фэктори в устье реки Хейс, а в 1719 году компания впервые за 20 лет сумела выплатить свои дивиденды. В 1721 году отправившийся на поиски Северо-Западного прохода Найт бесследно пропал со своей экспедицией в северо-западной части Гудзонова залива в районе острова Марбл. В 1741—1742 годах поисками этого северного морского пути в тех же водах безуспешно занимались по заданию компании капитаны Кристофер Миддлтон и Уильям Мур, открывшие вместо пролива бухты Уэйджер, Репалс и пролив Фрозен-Стрейт, а в 1761—1762 годах — капитан Уильям Кристофер, обследовавший залив Честерфилд и окончательно установивший, что из Гудзонова залива прохода в Тихий океан нет.

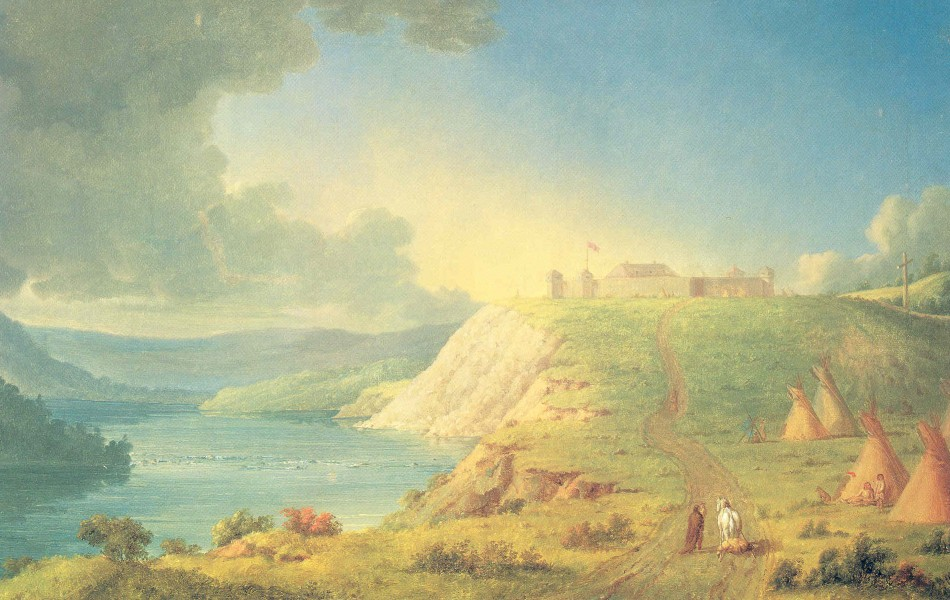
Форт Эдмонтон на реке Норт-Саскачеван. Худ. Пол Кейн (1849—1856)

Лишь после заключения в 1763 году завершившего Семилетнюю войну Парижского мира, передавшего британской короне земли Новой Франции, компании удалось окончательно избавиться от угрозы со стороны французов, однако отдельные рейды последних на её форты и фактории происходили и в дальнейшем.

### Расцвет

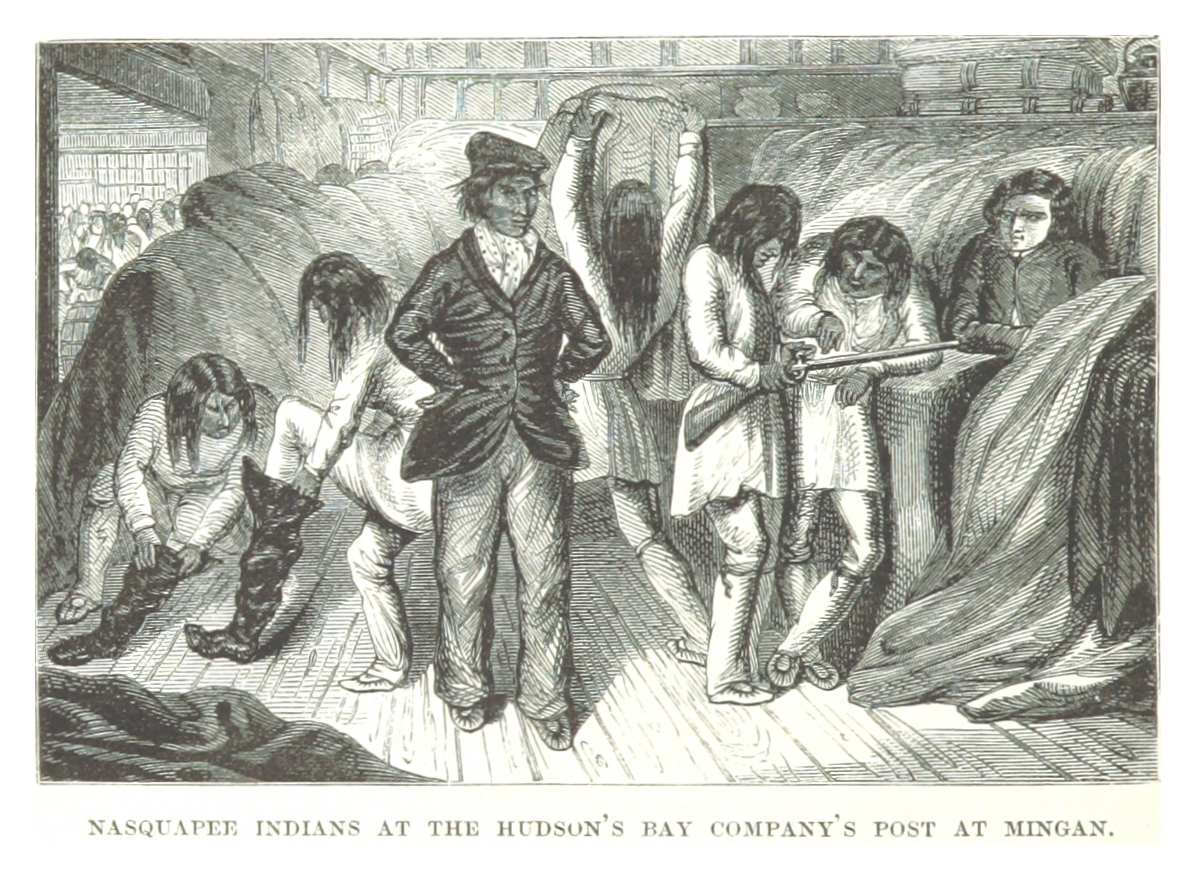
Индейцы наскапи в магазине компании в Мингане. Рис. из кн. «Исследования внутренних районов п-ва Лабрадор, страны монтанье и наскапи» (1863)

В течение последующих двух столетий компания контролировала рынок пушнины в английской части Северной Америки. Порой она предпринимала самостоятельные исследования и являлась фактическим правительством во многих регионах до крупномасштабного их заселения. В ходе деятельности компании под её контролем оказался обширный территориальный комплекс североамериканских земель. Уже к 1700 году доходы компании составляли 217 514 фунтов стерлингов, а в 1732 году она инвестировала 10 000 фунтов стерлингов в Британскую Ост-Индскую компанию, являвшуюся одним из её главных конкурентов. В 1748 году компания вывезла в Англию товары стоимостью 5 000 фунтов стерлингов, доходы от продажи которых составили 30 000 фунтов стерлингов. В 1749 году компания владела пятью постоянными фортами на побережье залива, в которых работало 120 постоянно занятых агентов. Но вплоть до основания в 1774 году на реке Саскачеван Камберленд-Хауза, она не строила постоянных факторий в глубине континента.

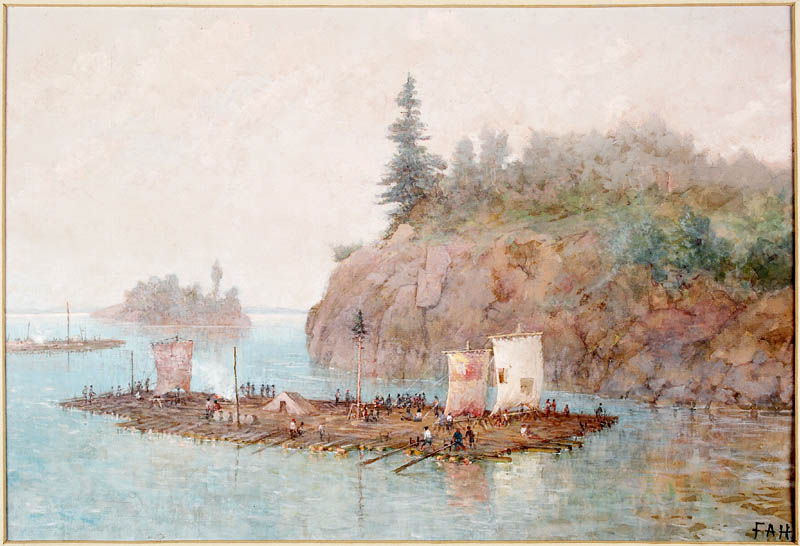
Плот агента компании Энтони Хопкинса. Худ. Франсис Анна Хопкинс (1868)

На протяжении XVIII столетия в компании сформировалась жёсткая служебная иерархия, в которой высшее место принадлежало офицерам, а низшее служащим. В число офицеров, помимо комендантов военных фортов, входили факторы, главные торговцы и акционеры, а также врачи, бухгалтеры и делопроизводители. К служащим относились торговцы, рабочие, лодочники, каюры, проводники, почтальоны, счетоводы и пр. В обязанности офицеров, помимо охраны и надзора за подчинёнными, входило строгое ведение торговых записей и деловых бумаг.
Каждой осенью и зимой охотники-индейцы и белые трапперы отправлялись в леса и в тундру для заготовки пушнины, передвигаясь пешком, на лыжах, на собаках и в каноэ, а затем возвращались в форты компании, где обменивали меха на необходимые товары в виде ружей, топоров, ножей, котелков, бус, игл, табака и пр. Параллельно агенты компании-вояжёры самостоятельно ездили по индейским, а с середины XVIII века и эскимосским селениям, предлагая коренным народам вышеуказанные товары в обмен на шкуры бобров, лосей, оленей, медведей, песцов, лисиц, выдр, белок и иных животных. Особым спросом у коренных американцев пользовались предлагавшиеся белыми торговцами шерстяные одеяла, получившие название «гудсонбайских одеял» (англ. Hudson's Bay point blanket); возникла даже легенда, что число цветных полос на таком одеяле соответствовало количеству полученных за него бобровых шкурок. Качественный мех «заготовленного бобра» (англ. made beaver) являлся суррогатным платёжным средством в торговых сделках с местными племенами, в частности, ему равнялись две выдровые шкурки и т. д. В 1854 году Джордж Симпсон Мактавиш из форта Олбани спроектировал для замены ему латунные жетоны.

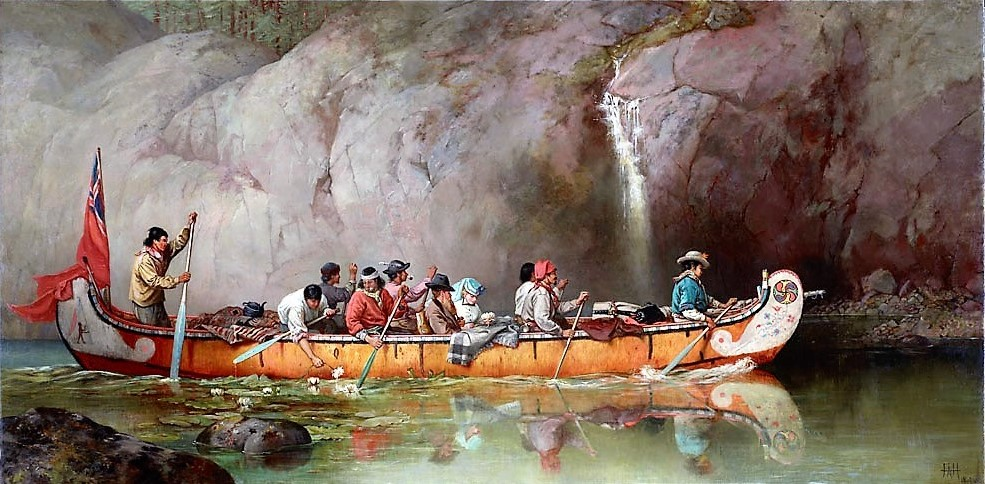
Каноэ торговых агентов компании на реке Френч-Ривер в провинции Онтарио. Худ. Франсис Анна Хопкинс (1869)

В отличие от французских торговцев и трапперов, которые в поисках пушнины предпочитали устанавливать с коренным населением доверительные отношения, нередко вступая в браки с индеанками, агенты компании первоначально предпочитали оставаться в факториях, построенных в устьях рек, впадающих в Гудзонов залив, или на временных торговых постах, где накапливали меха, покупаемые у местных охотников. Сделки происходили через проделанные в стенах фортов люки, а сожительство с женщинами из индейских племён строго воспрещалось. Неэффективность подобного способа торговли, унижавшего достоинство коренных американцев, вынудило руководство компании постепенно отказаться от него к началу XIX столетия. Постепенно представители компании налаживали отношения с местными жителями, а сеть её факторий послужила каркасом для формирования государственной структуры многих областей западной Канады и США. На месте многих основанных Компанией фортов позднее возникали постоянные поселения, выросшие в городские центры. Так, в 1795 году на реке Норт-Саскачеван основан был форт Эдмонтон, позже ставший крупным городом и центром провинции Альберта.

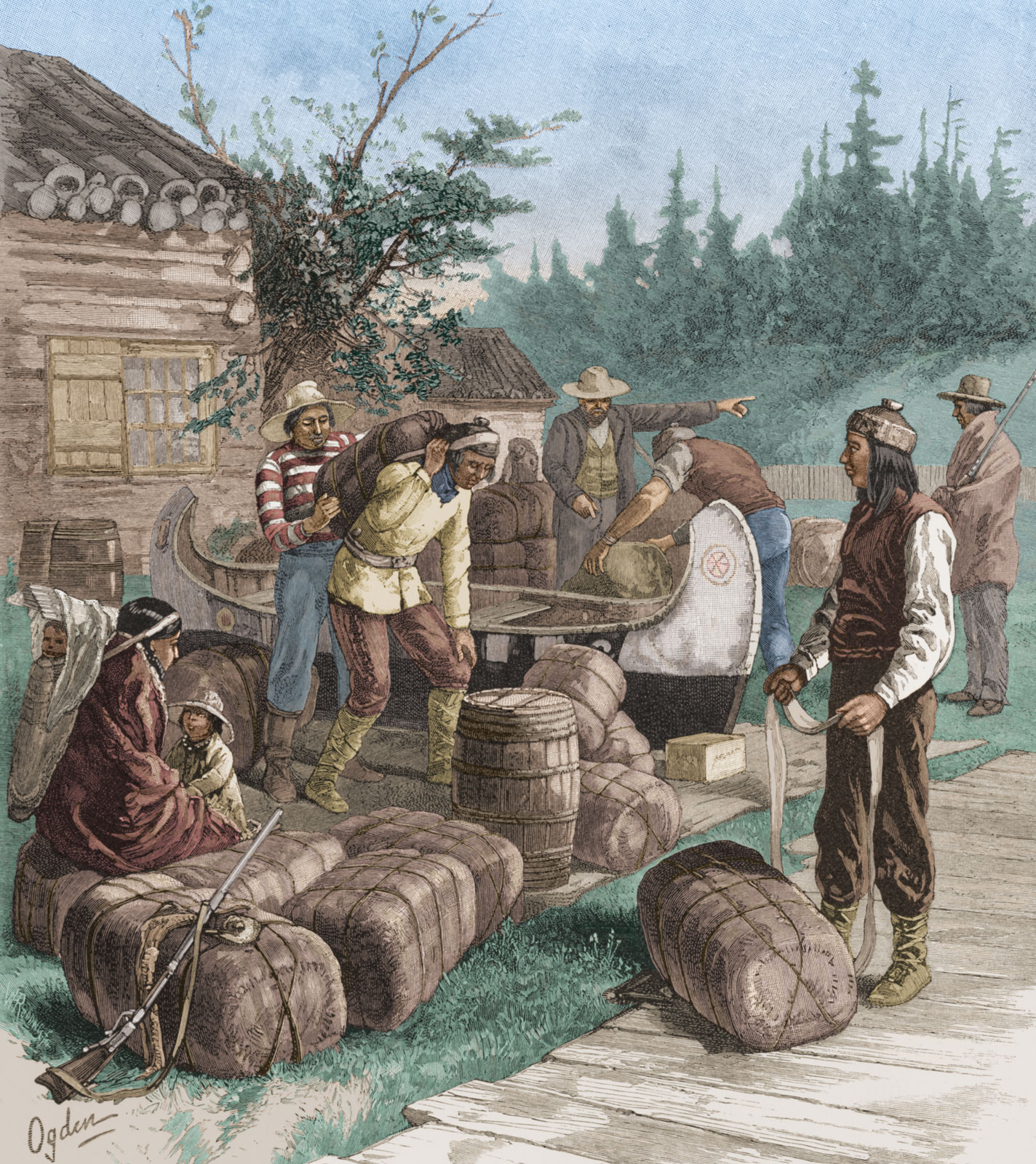
Торговый пост компании. Литография по рис. Гарри Огдена (1882). Музей Гетти

В 1766—1768 годах поступивший на службу в компанию британский моряк и путешественник Самюэль Хирн провёл исследования рыбных богатств Гудзонова залива и прилегающих к нему акваторий на шлюпе «Черчилл» и бригантине «Шарлотта», а затем, в 1769—1772 годах, вместе с союзными индейцами оджибве предпринял ряд сухопутных экспедиций вглубь материка с целью поисков медных месторождений, устанавливая торговые отношения с местными племенами, в июне 1771 года добравшись до реки Коппермайн, затем до озера Атабаска, а после — Большого Невольничьего озера. Став первым европейцем, достигшим посуху Северного Ледовитого океана, он по праву заслужил себе почётное прозвание «Мунго Парка Канады». Однако в 1782 году, во время Войны американских колоний за независимость, находившийся под его командованием Форт Принца Уэльского был захвачен французской военной эскадрой под командованием известного мореплавателя Жана-Франсуа Лаперуза, а сам Хирн попал в плен и был вынужден вернуться в Англию.
Исследования С. Хирна продолжили в 1780-е годы американцы Александр Хенри и Питер Понд, обследовавшие «страну мехов Атабаски», а также шотландцы Джозеф Фробишер и Александр Маккензи, открывшие обширные земли на западе Канады, где 10 годами ранее мореплаватель Джеймс Кук встретил крупную реку, впадающую в Тихий океан близ 60° с. ш. В 1788 году Маккензи, выйдя на каноэ из форта Чиппевайан через Большое Невольничье озеро в поисках «реки Кука», в сопровождении проводника-индейца, участника экспедиции Хирна, достиг впадавшей в море Бофорта большой реки, названной позже в его честь, а в 1792—1793 годах ему удалось первым из европейских путешественников пересечь посуху всю Канаду, от реки Св. Лаврентия до залива Королевы Шарлотты в северо-восточной части Тихого океана. Открытие материкового побережья моря Бофорта завершено было в 1837 году агентами компании Питером Уорреном Дизом и Томасом Симпсоном, прошедшим от дельты реки Маккензи на запад до лагуны Элсон.
С образованием в 1779 году в Монреале Северо-Западной торговой компании, ядро акционеров которой составляли эмигранты из Шотландии, у Компании Гудзонова залива появился новый серьёзный конкурент. В 1797 году служивший ранее в Компании Гудзонова залива топограф Дэвид Томпсон перешёл в Северо-Западную компанию и нанёс на карту участок границы между США и британскими владениями в Канаде от Верхнего до Лесного озера. В 1798 году он, завершив картографирование 6750 км транспортного коридора через озеро Виннипег к истокам рек Миссисипи и Ассинибойн, и основав там фактории, пересёк Скалистые горы, а в 1807—1812 годах составил карту бассейна реки Колумбия от истоков до самого устья, в общей сложности нанеся на карту территорию, равнявшуюся 3,9 миллиона км², то есть примерно одной пятой всего континента.
Проводившаяся с начала XIX века правительством Наполеона политика континентальной блокады, к которой присоединилось большинство европейских держав, включая Россию, и поражение Великобритании в англо-американской войне (1812—1815) ещё сильнее ударили по доходам компании. В 1815 году её соперничество с Северо-Западной компанией привело к открытому военному конфликту, получившему название «Пеммикановой войны», в которую вовлечены были массы индейцев, метисов, а также шотландских переселенцев. Сожжено было несколько фортов компании, а в кровопролитной «битве у Семи Дубов» 19 июня 1816 года погиб её губернатор Роберт Семпл вместе с 12 агентами. В 1818 году в Великобритании открылся судебный процесс по поводу этих военных действий, рассмотревший доклад комиссара Уильяма Колтмана «Публичное заявление и отчёт о беспорядках на индейских территориях в Британской Северной Америке».

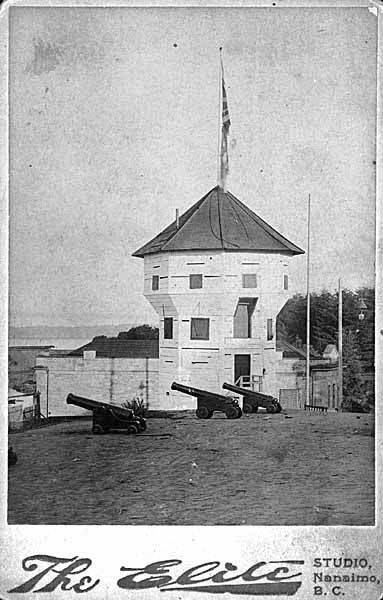
Форт компании в Нанаймо на острове Ванкувер (1896)

В результате предпринятых британским правительством мер, в 1821 году произошло официальное объединение Компании Гудзонова Залива с Северо-Западной торговой компанией, что положило конец вооружённым стычкам и недобросовестной конкуренции, после чего территория влияния компании достигла Тихого океана. В том же году британский парламент принял статут, требующий, чтобы компания применяла законы Верхней Канады в Земле Руперта и Округе Колумбия. Региональный штаб её из Форта Джордж (Астория) был переведён в Форт Ванкувер на северном берегу реки Колумбия.
В 1819—1822 годах подготовленная компанией совместно с Адмиралтейством экспедиция Джона Франклина по поискам Северо-Западного прохода исследовала устье реки Коппермайн, а в 1825—1827 годах возглавлявшаяся им же новая экспедиция спустилась на шлюпках до устья реки Маккензи. В 1830-х годах агенты компании начали торговое и промысловое освоение Северной Калифорнии, открыв свой торговый пост в Йерба-Буэна близ Сан-Франциско. В 1846 году, по договору с временным правительством Орегона, под контроль компании перешёл изобилующий охотничьими и рыбными богатствами остров Ванкувер, где в 1849 году её агентом Джеймсом Дугласом основан был Форт-Камосака, позднее переименованный в Форт-Виктория, на месте которого позднее возник город Виктория, ставший столицей Британской Колумбии.
С 1820 по 1870 год компания выпускала собственные бумажные банкноты в фунтах стерлингов, сначала в Лондоне, а затем и в Йорк-Фэктори, Форт-Гарри и в колонии Ред-Ривер. Компания вела также активную торговлю с Гавайскими островами, занимаясь перевозками туда в период с 1828 по 1859 год, а с 1870 года запустила по рекам Канады собственные гребные пароходы. В результате трёх экспедиций 1857—1860 годов под руководством капитана Джона Паллисера, обследовавших обширные пространства прерий и девственных лесов от озера Верхнего до южных перевалов Скалистых гор и, в частности, открывшей золотоносные месторождения Британской Колумбии, развенчан был миф о том, что Запад Канады непригоден для промыслового и сельскохозяйственного освоения.

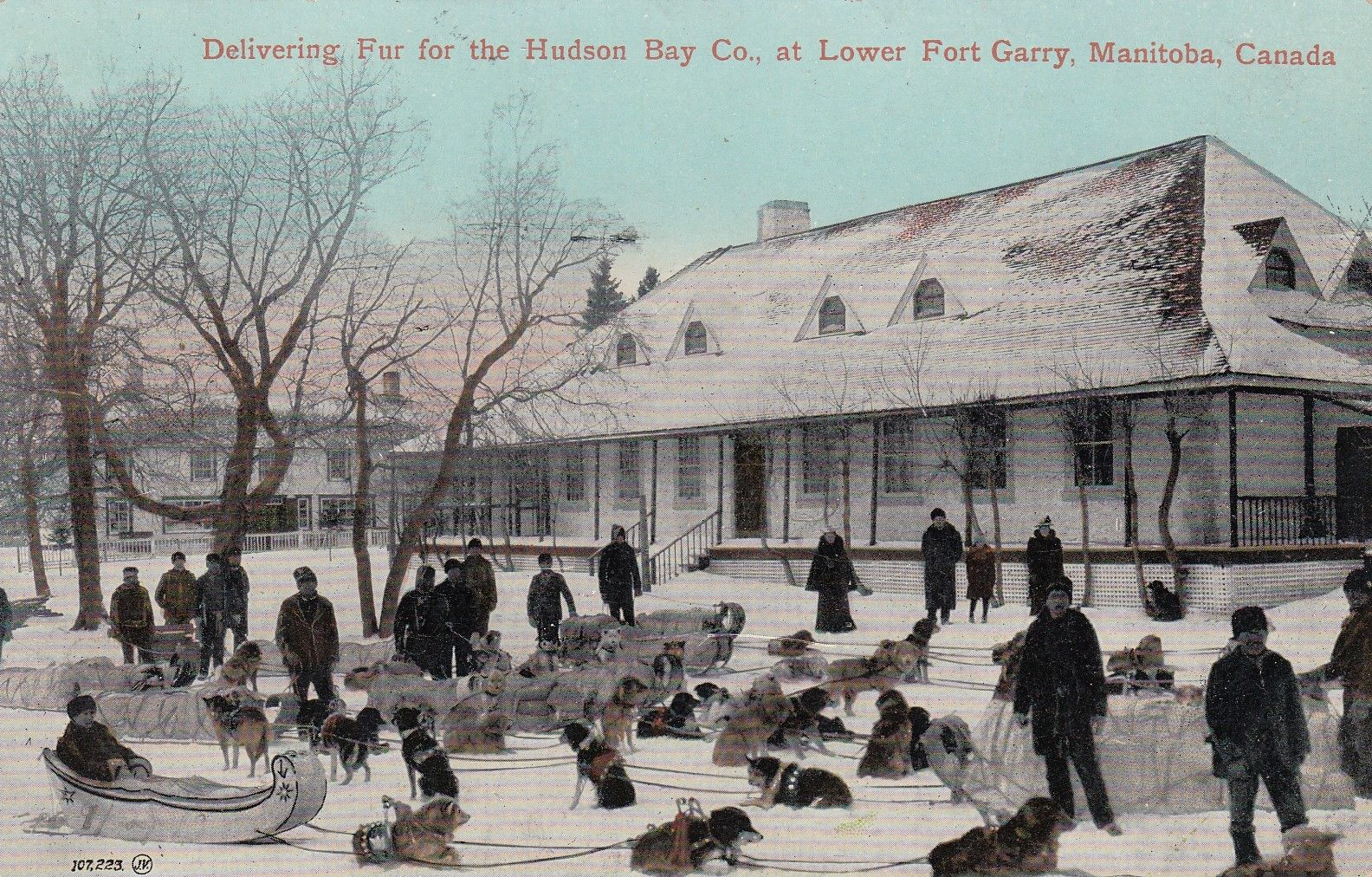
Доставка меха в Нижний Форт-Гэрри в Манитобе (1913)

### Отношения с Российско-Американской компанией
По западным рубежам британские владения в Канаде граничили с Русской Аляской, находившейся под управлением Российско-Американской компании (РАК) — аналогичного государственно-коммерческого колониального института Российской империи. Вплоть до продажи царским правительством Аляски (1867) «Гудсонбайская компания» (как её называли в России в те годы) и РАК поддерживали контакты по широкому кругу вопросов. При этом следует учитывать, что обе компании имели разные рынки сбыта: РАК ориентировалась на Россию и Китай, англичане — на Западную Европу. Также российские промысловые артели добывали в основном котиков и каланов, в то время как британские трапперы — преимущественно бобров.
Произошедшие в 1830-х годах единичные столкновения между представителями обеих компаний, в частности, инцидент на реке Стикин 1834 года, привели к заключению 25 января (6 февраля) 1839 года соглашения между ними в Гамбурге. Согласно ему, Компания Гудзонова залива получала от РАК в аренду на 10 лет всю материковую полосу российских владений в Америке от залива Портленд-Ченнел (54°40' с. ш.) на юге до мыса Спенсер (58° с. ш.) на севере, вместе с редутом Св. Дионисия, за ежегодную плату в 2 000 выдровых шкурок (около 118 000 руб.). При этом РАК воздерживалась от торговли с индейцами как арендованной британцами полосы, так и остальных их владений, Компания Гудзонова залива же — от приобретения мехов у туземцев русских территорий. Особо оговаривались статьи, согласно которым Компания Гудзонова залива должна была снабжать поселения Российско-Американской компании по фиксированным ценам продовольствием, что и осуществлялось британцами вплоть до 1867 года. Во время Крымской войны (1853—1856) по инициативе РАК между обеими организациями была заключена конвенция о нейтралитете. Согласно предложению, переданному в Лондоне представителям английской компании, нейтралитет предполагал:

1) неприкосновенность территории обеих компаний;

2) безопасность их судов и имущества в своих портах;

3) безопасность судов и грузов в открытом море.
Английское правительство утвердило конвенцию в первых двух пунктах. Третий пункт был отклонён на том основании, что безопасность судов и грузов в открытом море составляет предмет «народного права», и поэтому его определение относится к компетенции парламента.

### Упадок

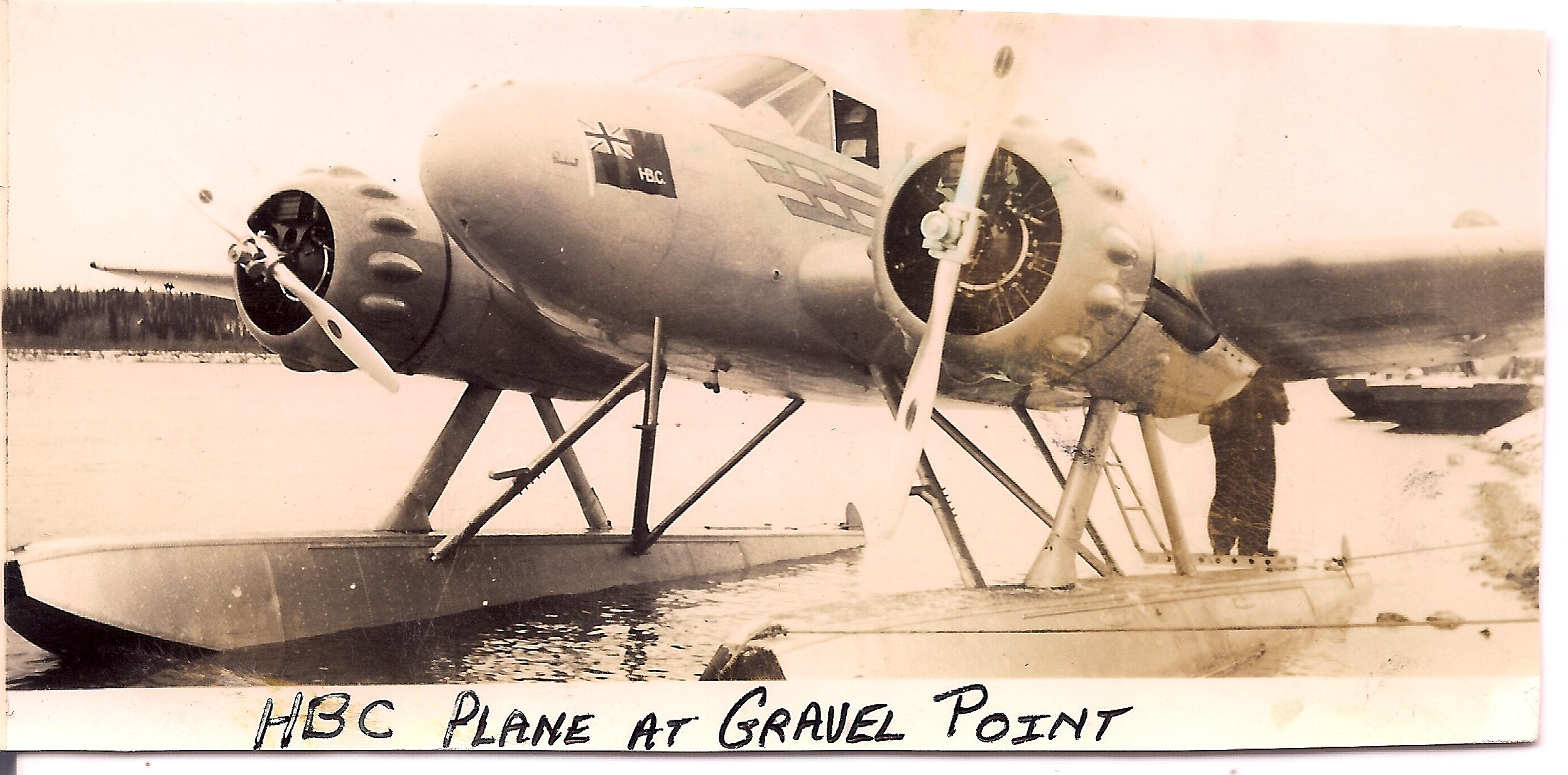
Гидросамолёт компании. Гравел-Пойнт, Альберта, 1940-е гг.

В 1860-х годах в связи с упадком торговли пушниной акционеры Компании Гудзонова залива стали вкладывать больше средств в недвижимость и строительство железных дорог. В 1863 году Международное финансовое общество приобрело контрольный пакет её акций. После образования 1 июля 1867 года доминиона Канада правительство вновь образованного государства во главе с Джоном Макдональдом начало переговоры с компанией о выкупе принадлежавших ей западных земель.
После долгих и сложных переговоров, разработана была процедура передачи Канаде западных территорий, оформленная Актом о капитуляции, или «Рупертс-Ленд акту», от 19 ноября 1869 года, условия которого подтверждены были Советом компании в Виндзорском суде 23 июня 1870 года. Согласно условиям Акта, компания передавала «Её Королевскому Величеству все властные полномочия и другие права, привилегии, свободы и полномочия, предоставленные компании патентом Его Покойного Величества короля Карла II; а также все аналогичные права, которые могли быть осуществлены или приняты указанным губернатором и компанией в любых частях Британской Северной Америки, не являющихся частью Земли Руперта, Канады или Британской Колумбии, а также все земли и территории в пределах Земли Руперта, предоставленные губернатору и компании в соответствии с упомянутым патентом». Компания уступала правительству доминиона монополию на торговлю на Северо-Западных территориях и права на Землю Принца Руперта (бассейн Гудзонова залива) за 300 тыс. фунтов стерлингов; при этом 107 тыс. были поделены между офицерами компании, отказавшимися от своих исков.
Изложенные в акте условия предусматривали удержание компанией своих постов и станций в соответствии с прилагаемым к акту списком. Акт определял границы предоставляемого в пользование компании «Плодородного пояса», согласованные в канадском «Законе о земле» 1872 года: «На юге до границ Соединенных Штатов; на западе до Скалистых гор; на севере до северного притока Саскачевана; на востоке до озера Виннипег и Лесного, а также соединяющих их вод». Для торговых операций компании на указанной территории не предусматривались земельные налоги и импортные пошлины. Хотя компания сохраняла за собой более 45 тыс. акров (18 000 га) земли на Западе, покупка Канадой Северо-Западной территории, включавшей также территорию Юкон, явилась крупнейшей земельной сделкой в её истории. В 1870 году интенсивно осваивавшаяся компанией северная часть долины Ред-Ривер вошла в состав канадской провинции Манитоба, а южная была передана американским штатам Миннесота и Северная Дакота.
Дальнейшей деятельности Компании Гудзонова залива способствовало начавшееся в 1881 году строительство Канадской тихоокеанской железной дороги, прерванное в 1885 году восстанием Луи Риэля в провинции Саскачеван, которое нанесло немалый ущерб торговле с индейскими племенами. К 1890 году общая площадь оставшихся в сфере влияния компании разведанных земель составляла около 7 000 000 акров, или 28 300 км², общей стоимостью примерно 20 000 000 фунтов стерлингов. В компании работало 1500 постоянных сотрудников. Вплоть до 1931 года управление компанией осуществлялось из Лондона, где в 1925 году был создан её Департамент развития, располагавший скромным штатом из 14 сотрудников и просуществовавший немногим более пяти лет, однако немало сделавший для реструктуризации самой компании и реформирования её деятельности.   

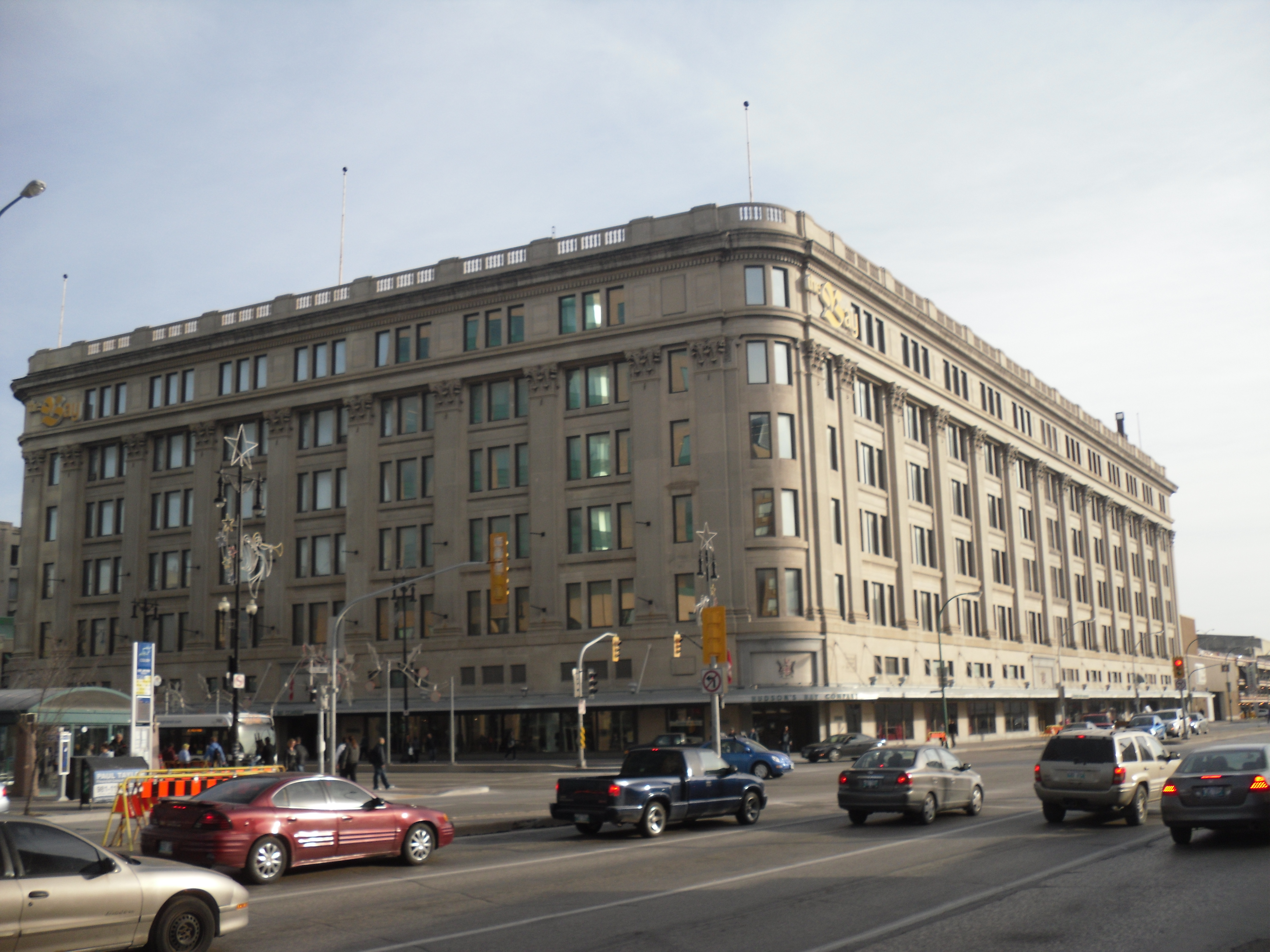
Здание торгового центра компании в Виннипеге, построенное в 1926 году

### Трансформация

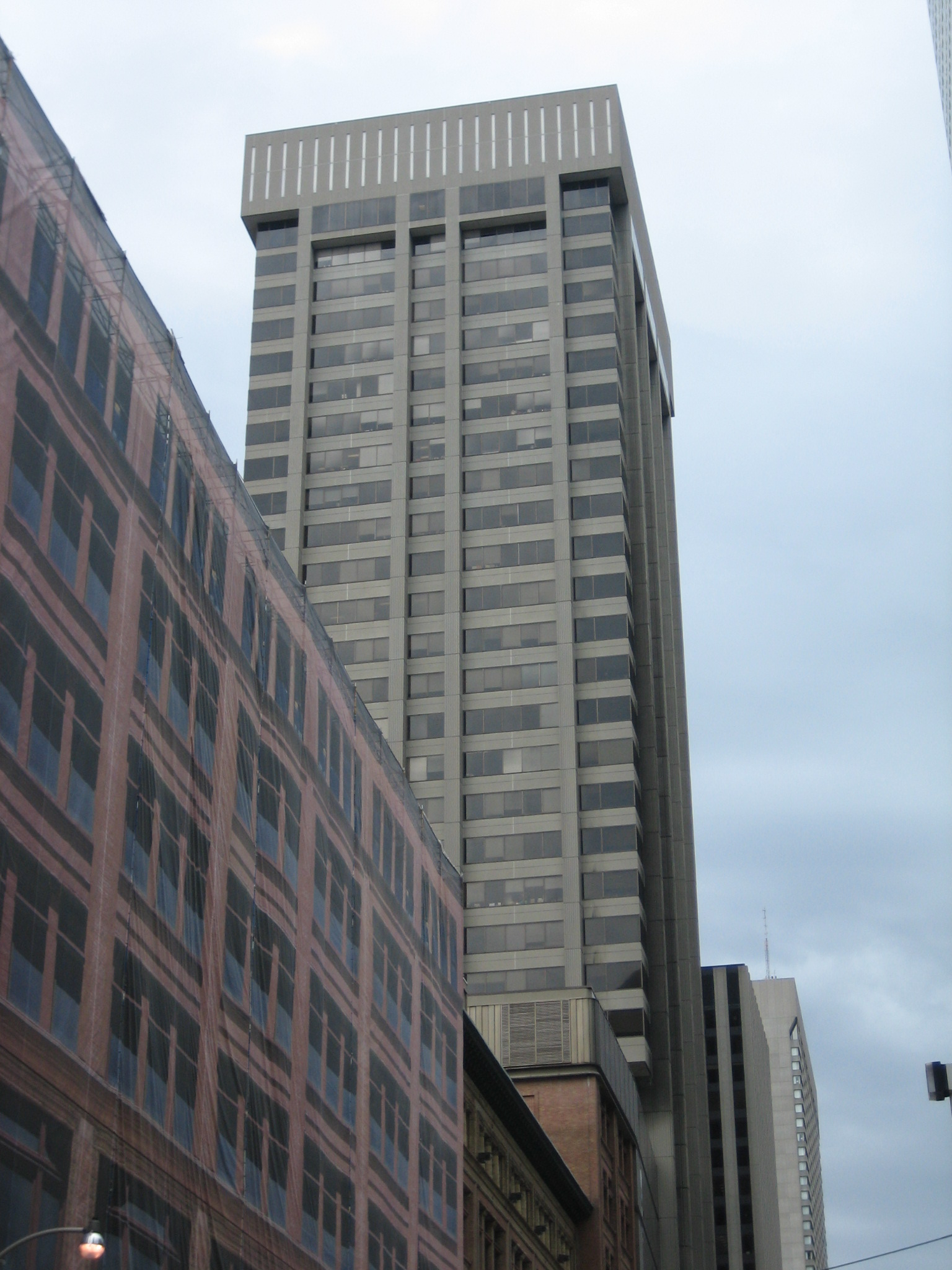
Здание штаб-квартиры компании в Торонто (Simpson Tower), построенное в 1968 году

С начала XX столетия, когда пушной промысел стал ещё менее выгодным, компания перешла к торговле товарами, необходимыми поселенцам на западе Канады, в том числе охотничьим оружием, орудиями труда и лова, инструментами, одеждой, обувью, посудой, мебелью, продуктами и т. п. Первая мировая война прервала начавшуюся в 1912 году масштабную реконструкцию принадлежавших компании магазинов розничной торговли, но по окончании её компания активизировала торговлю недвижимостью, товарами и мехом, а также диверсифицировала свою деятельность, занявшись нефтяным бизнесом. В 1926 году совместно с «Marland Oil Company» она стала соучредителем «Hudson’s Bay Oil and Gas Company» (HBOG). В 1960 году ею начата была транспортировка канадской сырой нефти через трубопровод Glacier на нефтеперерабатывающий завод в Биллингсе в штате Монтана. В 1967 году HBOG стала шестой по величине нефтедобывающей компанией Канады. В 1973 году она приобрела 35 процентов акций «Siebens Oil and Gas», а в 1980 году купила контрольный пакет акций «Roxy Petroleum». Однако, после падения цен на нефть в 1981 году, компания продала 52,9 % акций HBOG компании «Dome Petroleum».
В XX столетии Компания Гудзонова залива приобрела известность в Канаде своей сетью универмагов «The Bay». В 1936, 1960, 1964, 1968, 2006, 2008, 2010, 2012, 2014 и 2016 годах компания являлась официальным поставщиком одежды для Олимпийской сборной Канады. В 1979 году её контрольный пакет акций выкуплен был компанией «Thomson Corporation», принадлежащей Кеннету Томсону, сыну и наследнику канадского медиамагната Роя Герберта, 1-го барона Томсона. Оказавшись к концу 1980-х годов в затруднительном финансовом положении, «Thomson Corporation» вынуждена была распродать торговые сети, а также предприятия нефтяной и газовой промышленности компании в Канаде. С 1991 года компания окончательно перестала заниматься добычей и реализацией пушнины, сосредоточившись на оптовой и розничной торговле товарами повседневного потребления.

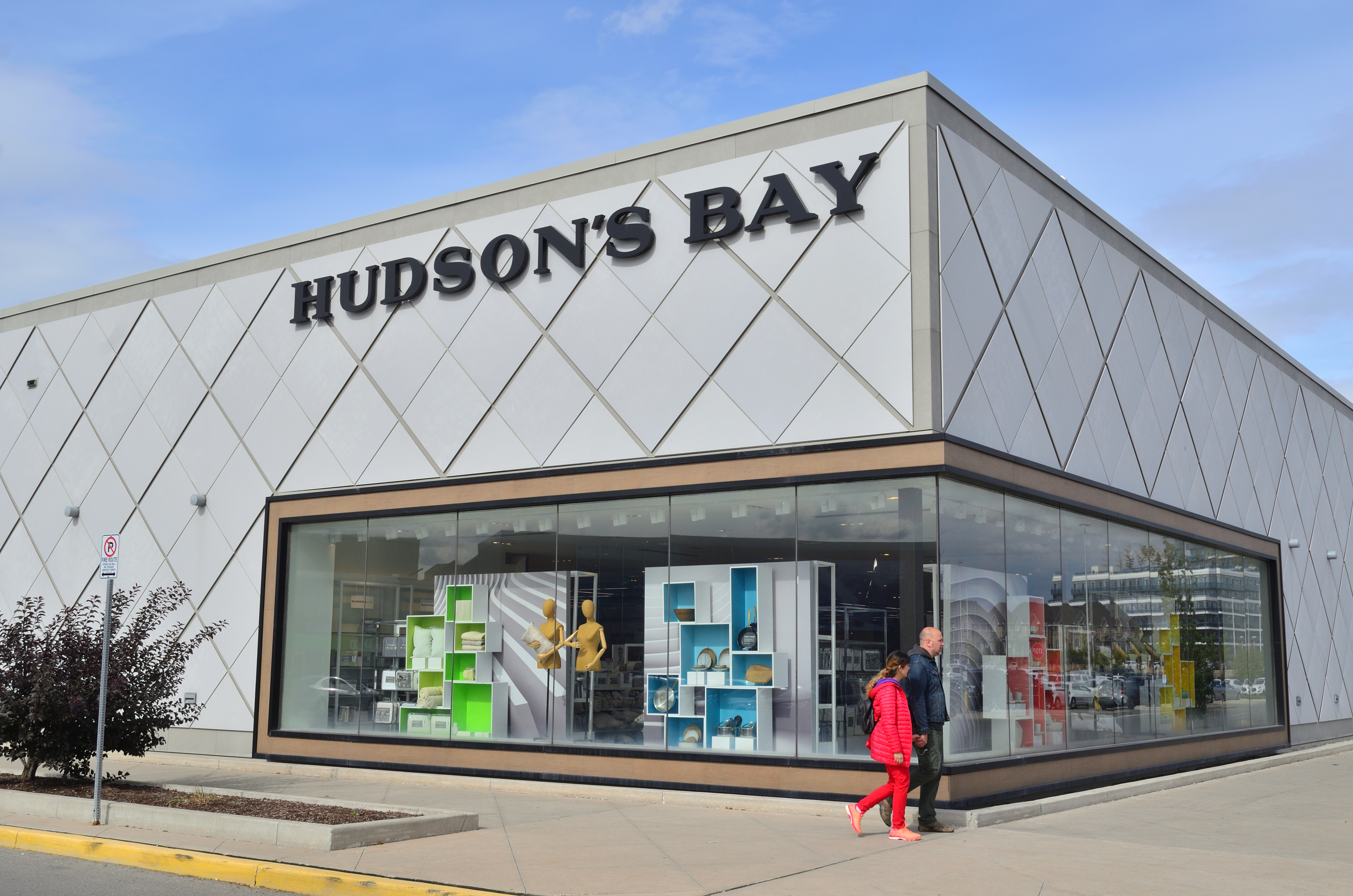
Торговый центр компании в Ричмонд-Хилле в провинции Онтарио (1998)

В 2006 году компания была продана за 1,1 миллиарда долларов американскому бизнесмену Джерри Цукеру, после чего фактически перестала являться канадской. К августу 2019 года компания продала и большую часть своих европейских операций, а в конце того же года закрыты были оставшиеся магазины в Нидерландах. В США компания владеет пятью универмагами «Saks Fifth Avenue» и «Saks Fifth Avenue Off»; большинство других американских предприятий к середине 2019 года также были проданы. Последние оставшиеся магазины американской торговой сети «Lord & Taylor» были проданы в конце 2019 года, а 27 августа 2020 года было официально объявлено о её ликвидации.
По итогам 2019 года, доходы компании составили 4,97 миллиарда канадских (4,28 американских) долларов, а объём её продаж — около 7 % от внешнеторгового оборота Канады; в компании было занято около 60 000 чел.

### Наследие
Учёные США, Канады и Великобритании уделяют немалое внимание изучению истории компании, которое стало возможным благодаря изначально строгому учёту и документированию в ней всех торговых операций, регулярному составлению финансовых отчётов и бережному сохранению архивов, которые вплоть до 1974 года формировались в лондонской штаб-квартире. Записи охватывают историю компании с момента основания её в 1670 году и фиксируют все коммерческие операции, включая акты инвентаризаций, отчёты губернаторов, комендантов, медицинские записи и личные журналы должностных лиц.
В 1931 году архивы компании впервые были открыты для британских исследователей. В 1974 году начался процесс их постепенного перемещения из Лондона в выкупленное у муниципальных властей и капитально отремонтированное специальное здание Архивов Манитобы на Вон-Стрит в Виннипеге, в котором ранее размещалась городская художественная галерея. Начиная со следующего 1975 года с архивами компании могли работать уже исследователи Канады. Официальное подписание руководством компании акта о передаче их властям провинции Манитоба состоялось 27 января 1994 года. К этому времени оценочная стоимость документов, объём которых составил около 2 км (1,2 мили) погонных метров, не считая сотен катушек с микрофильмами, достигла почти 60 миллионов долларов.
Для поддержки и сохранения архивов, включённых в архивный фонд провинции, основан был «Исторический фонд компании Гудзонова залива», финансировавшийся за счет экономии на налогах и в результате частных пожертвований. В 2007 году сохранение, использование и публикация документов архивов Компании Гудзонова залива стало частью проекта ООН «Память мира», осуществляющегося под эгидой ЮНЕСКО.

## В литературе
- В неоконченной приключенческой повести американского писателя Эдгара Алана По «Дневник Джулиуса Родмена» (англ. The Journal of Julius Rodman, 1840), посвящённой вымышленному путешествию через Скалистые горы агента Северо-Западной компании в 1792 году, упоминаются реальные экспедиции Самюэля Хирна, Александра Маккензи, Дэвида Томпсона и др. исследователей, находившихся на службе у обеих компаний.
- Во владениях компании разворачивается действие приключенческого романа британского писателя-беллетриста Томаса Майна Рида «Гудзонов залив» (англ. The  Hudson's Bay, 1854).
- Приключениям охотников, трапперов и торговых агентов компании, а также их друзей-индейцев и эскимосов, посвящены детские повести служившего в ней в юности шотландского писателя Роберта Майкла Баллантайна «Гудзонов залив, или Жизнь в дебрях Северной Америки» (англ. Hudson's Bay: or, Life in the Wilds of North America, 1848), «Снежинки и солнечные лучи» (англ. Snowflakes and Sunbeams, 1856), «Молодые торговцы мехом» (англ. Young Fur-Traders, 1856), «Унгава: Повесть о земле эскимосов» (англ. Ungava: a Tale of Eskimo Land, 1857), «Мир льда» (англ. The World of Ice, 1859), «Собака Крузо и её хозяин» (англ. The Dog Crusoe and his Master, 1860) и др.
- Вымышленной торговой и научно-исследовательской экспедиции компании к берегам Северного Ледовитого океана посвящён научно-фантастический роман Жюля Верна «В стране мехов» (фр. Le Pays des fourrures, 1873).
- Упоминается во многих произведениях американского писателя-классика Джека Лондона, в частности, в повести «Белый Клык» (англ. White Fang, 1906), рассказах «В далёком краю» (англ. In a Far Country, 1899), «Бог его отцов» (англ. The God of His Fathers, 1901), «Гиперборейский напиток» (англ. A Hyperborean Brew, 1901), «История Джис-Ук» (англ. The Story of Jees Uck, 1902), «Замужество Лит-Лит» (англ. The Marriage of Lit-lit, 1904), «Любовь к жизни» (англ. Love of Life, 1905), «Потерявший лицо» (англ. Lost Face, 1910) и др.
- Фигурирует в романе американского писателя-натуралиста Джеймса Оливера Кервуда «Золотоискатели» (англ. The Gold Hunters, 1909). На пространствах, находившихся в сфере её влияния, разворачивается действие и других романов и повестей Кервуда, в частности, «Бродяги Севера» (англ. Nomads of the North, 1919), «Возвращение в страну Бога» (англ. Back to God’s Country, 1920), «Золотая петля» (англ. The Golden Snare, 1921), «В дебрях Севера» (англ. The Country Beyond, 1922), «У последней границы» (англ. The Alaskan, 1923), «Чёрный охотник» (англ. The Black Hunter, 1926) и др.
- В записках канадского писателя-натуралиста Эрнеста Сетон-Томпсона «Прерии Арктики» (англ. The Arctic Prairies, 1911) описывается путешествие автора по рекам, лесам и тундре Северо-Западной Канады в 1907 году, во время которого он посетил многие форты компании, где общался с её чиновниками и трапперами, приведя в своей книге даже выдержки из её отчётов, а также познакомился с жизнью индейцев, подробно записав их охотничьи рассказы.
- Торгово-промысловая деятельность и индейская политика компании лежат в основе сюжета романа Сэмюэла Александра Уайта «Империя. История любви и войны в Земле Руперта» (англ. Empery: A Story of Love and Battle in Rupert's Land, 1913).
- Упоминается в этнографических повестях канадского писателя английского происхождения Серой Совы, в частности, в «Приключениях Саджо и её бобриного народа» (англ. The Adventures Sajo and her Beaver People, 1935) описываются используемые индейцами знаменитые шерстяные одеяла компании, а в седьмой главе «Людей последней границы» (англ. The Men of the Last Frontier, 1931) кратко излагается история компании и рассказывается о её «бобровых деньгах».
- Фигурирует в историческом романе американского писателя Кеннета Робертса[англ.] «Северо-Западный проход»[англ.] (1937), в центре сюжета которого находятся события франко-индейской войны (1754—1763) и канадская экспедиция Джонатана Карвера (1766).
- Взаимоотношениям компании с индейскими племенами посвящён приключенческий роман американского писателя Вардиса Фишера[англ.] «Пеммикан. Роман о Компании Гудзонова залива» (англ. Pemmican, a novel of the Hudson's Bay Company, 1956).
- Упоминается в приключенческом романе немецкого писателя Стена Надольного[англ.] «Открытие медлительности»[англ.] (1983), в котором описывается подготовленная ею совместно с Адмиралтейством сухопутная арктическая экспедиция Джона Франклина 1819—1822 годов.
- Приключениям агентов компании и их друзей-индейцев посвящён роман Эрика Вуда «Братья дикой природы» (англ. Brothers of the Wild, 1998).
- В 1999 году в Торонто вышел в свет роман канадского писателя Эндрю Томаса Каллахана[англ.] «Изабель Ганн» (англ. Isobel Gunn), о жизни одноимённой[англ.] молодой шотландки с Оркнейских островов, в 1806 году выдавшей себя за мужчину и поступившей под именем Джона Фаббистера на службу в компанию, а затем принявшей участие в нескольких её экспедициях в Землю Руперта.
- Деятельность компании лежит в основе одной из сюжетных линий опубликованного в 2016 году исторического романа американской писательницы Энни Пру «Поселенцы» (англ. Barkskins), посвящённого судьбе французских колонистов в Канаде конца XVII века.

## В искусстве
- Известная канадская художница Франсис Анна Хопкинс (1838—1919), дочь британского полярного исследователя и гидрографа Фредерика Уильяма Бичи, в 1858 году вышла замуж за служащего Компании Гудзонова залива Энтони Хопкинса, совершив вместе с ним немало путешествий по рекам, озёрам, лесам и прериям Канады[44]. Многие из её картин с видами девственной природы, иллюстрирующих пушной промысел, жизнь индейцев, вояжёров, торговцев и трапперов компании, хранятся ныне в коллекции Библиотеки и Архива Канады (Оттава).
- Практически с момента своего основания компания активно занималась собиранием предметов искусства, составивших обширную коллекцию, насчитывающую к настоящему времени свыше 3200 предметов живописи, скульптуры и пр. Сегодня они экспонируются в музейных собраниях Канады, США, ФРГ и Бельгии.

## В кино
- «К северу от Гудзонова залива»[англ.] — режиссёр Джон Форд (США, 1923).
- «Сражающиеся тени»[англ.] — режиссёр Дэвид Селман (США, 1935).
- «Горный форпост»[англ.] — режиссер Чарльз С. Коулман (США, 1939).
- «Северо-западный проход»[англ.] — режиссёр Кинг Видор (США, 1940).
- «Северо-западная конная полиция»[англ.] — режиссёр Сесил Б. Демилль (США, 1940).
- «Гудзонов залив»[англ.] — режиссёр Ирвинг Пичел (США, 1941).
- «Компания Гудзонова залива»[англ.] (телесериал) — режиссёры Сидни Фьюри, Элвин Ракофф[англ.] и др. (Канада, 1959).
- «Большой Медведь» (телефильм) — режиссёр Джил Кардинал (Канада, 1998).
- «Граница» (телесериал) — режиссёр Брэд Пейтон (США-Канада, 2016—2018).
- «Поселенцы» (телесериал) — режиссёр Элвуд Рейд (США, 2020).